# WE.177
WE.177 var en brittisk kärnvapenbomb som användes av Royal Navy och Royal Air Force. WE.177 var RAF:s sista kärnvapen.

## Bakgrund
I maj 1960 kom Storbritanniens premiärminister Harold Macmillan och USA:s president Dwight D. Eisenhower överens om att Storbritannien skulle köpa 144 stycken Skybolt-robotar av USA. I avtalet ingick också rättigheter för Storbritannien att licenstillverka stridsspetsen W59. Man var dock inte nöjd med primärladdningen i W59 som man tyckte var för känslig för skador och började i stället att tillverka en egen primärladdning med namnet Cleo.
När Skybolt-programmet lades ner 1962 erbjöds Storbritannien i stället att köpa Polaris-robotar genom Nassauöverenskommelsen. Även i det avtalet ingick möjlighet att licenstillverka stridsspetsen. Polaris-robotarna hade den mindre stridsspetsen W58, men den använde samma primärladdning som W59. Man började därför att tillverka stridsspetsen ET.317 som hade samma sekundärladdning som W58 men med primärladdningen Cleo. Det skulle dock dröja några år innan ubåtarna i Resolution-klassen blev operativa, så för att under tiden förse Storbritanniens V-bombare med moderna kärnvapen valde man att bygga en flygbomb med stridsspetsen ET.317. Resultatet blev WE.177.

## Varianter

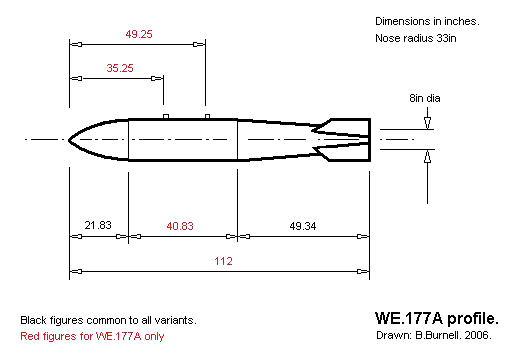
WE.177A

- WE.177A var ett förstärkt fissionsvapen med samma primärladdning (Cleo) som de övriga, men utan sekundärladdningen. Den var huvudsakligen tänkt att användas som sjunkbomb, men kunde även användas som en vanlig flygbomb. Den kunde detoneras förstärkt vilket gav en sprängkraft på 10 kiloton, eller oförstärkt vilket gav en sprängkraft på 0,5 kiloton. Oförstärkt detonation var tänkt att användas som sjunkbomb på grunt vatten eller i närheten av egna fartyg. Förstärkt detonation användes som sjunkbomb på djupt vatten eller som vanlig kärnvapenbomb. Avsaknaden av sekundärladdning gjorde att A-varianten kunde göras en halvmeter kortare och 180 kg lättare och den kunde därmed bäras av fler plattformar som helikoptrar, Harrier-flygplan och Ikara-robotar. WE.177A användes bara av Royal Navy. Totalt 107 stycken blev byggda.

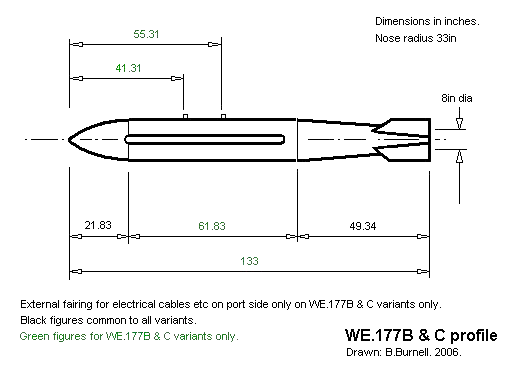
WE.177B och C

- WE.177B var ett fusionsvapen med en sprängkraft på 450 kiloton. Den användes bara av Royal Air Force för V-bombarna. Till skillnad från de övriga modellerna så gör räckvidden hos vapenplattformarna och sprängkraften WE.177B till ett strategiskt vapen. Totalt 53 blev stycken byggda.

- WE.177C var ett fusionsvapen med en sprängkraft på 190 kiloton. Den var baserad på de stridsspetsar som blev över när Polaris-robotarna moderniserades på 1970-talet och därefter bara kunde bära två stridsspetsar mot de tidigare tre. Den hade samma storlek och vikt som WE.177B men var avsedd som taktiskt kärnvapen för Jaguar- och Tornado-flygplan. Den användes bara av Royal Air Force Tyskland, det vill säga de brittiska attackflygplan som var baserade i Tyskland. Mellan 48 och 60 stycken blev byggda.

Alla varianter är försedda med bromsfallskärm.

## Historia
Under kalla kriget fanns WE.177A avsedda som sjunkbomber ombord på många brittiska örlogsfartyg. De förvarades i behållare (WE.155) som var konstruerade att flyta ifall de skulle hamna i vattnet. När Falklandskriget bröt ut hade många av de fartyg som dirigerades till Sydatlanten fortfarande sina WE.177A ombord. Enligt Tlatelolcoavtalet så är hela Sydamerika en kärnvapenfri zon, så innan fartygen gick in i stridszonen lastade de över sina kärnvapen till förrådsfartyg. Både HMS Coventry och HMS Sheffield som sänktes i kriget hade tidigare haft WE.177A-bomber ombord.
Alla WE.177A togs ur tjänst 1992 och i augusti 1998 hade även de andra versionerna tagits ur tjänst och skrotats. Samtliga kärnladdningar har skrotats och så även alla bomber utom två. Den ena är förvandlad till utbildningsexemplar (se bild i faktarutan) och förvaras på flygmuseet i Boscombe Down. Den andra förvaras hos Atomic Weapons Establishment i Aldermaston. WE.177 har inte ersatts av något annat vapen. I stället har förmågan att leverera kärnvapen med flygplan avvecklats.

### Webbkällor
- ”WE.177”. Engelskspråkiga Wikipedia. https://en.wikipedia.org/w/index.php?title=WE.177&oldid=722274321. Läst 22 juni 2016.
- Burnell, Brian (25 maj 2015). ”WE.177”. A guide to british nuclear weapon projects. http://www.nuclear-weapons.info/vw.htm#WE.177.